# 9020 Eucryphia
A 9020 Eucryphia (ideiglenes jelöléssel 1987 SG2) a Naprendszer kisbolygóövében található aszteroida. Eric Walter Elst fedezte fel 1987. szeptember 19-én.